# マティルダ (ニワトリ)
マティルダ（Matilda、1990年 - 2006年2月11日）は、アメリカ合衆国で飼われていた雌の鶏である。ギネス世界記録により「世界最長寿の鶏」と初めて認定された。
オールド・イングリッシュ・ゲーム種のレッドパイルの色のバリエーションの子孫と考えられている。アラバマ州バーミングハム郊外のベッセマーに住むマジシャンのキース・バートン、ドナ・バートン夫妻により飼われていた。名前は、オーストラリアの古い民謡である『ワルチング・マチルダ』から取られたもので、飼われていたケージの壁に向かって、まるでワルツのようにステップを踏む習性があったことによる。
マティルダは卵を産まなかった。マティルダの獣医は、マティルダが16年もの長きに渡って生きられた理由として、卵を産まなかったことが大きいと推測している。また、生涯の大半を安全なケージの中で過ごしたことも、長寿の一因と見られる。

## 生涯
1990年10月19日、キースとドナはアラバマ州フェアフィールドで開かれた州の見本市で、アラバマ州ウォリアーのスティーブ・シャフィールドから10ドル（2019年の物価換算で20ドル）でマティルダを購入した。キースとドナは、モート・ザ・ミスティファイング・アンド・ドナ(Mort The Mystifying and Donna)の芸名でプロのマジシャンとなることを目指しており、マティルダはマジックの道具として購入されたものだった。1991年6月5日、2人のマジックショーでマティルダは舞台に初登場した。マティルダを使ったマジックは、2本の紙筒の中から卵を出し、それを割ってフライパンに入れ、チリソースを数滴掛けて蓋をし、開けると中からマティルダが登場するというものだった。マティルダは10年以上マジックに登場した。

### ギネス世界記録
鶏の寿命は一般的に7～8年以下である。マティルダを飼い始めてから11年経った2001年7月30日、キースとドナはギネス世界記録にマティルダを最長寿の鶏として申請した。ギネス社は、マティルダの年齢を証明する必要があると回答した。キースとドナは、年齢を証明する書類を集め、ギネス社に送った。2004年4月27日、ギネス社は14歳となっていたマティルダを「世界最高齢の鶏」に認定した。キースとドナは、ギネス社からお祝いの手紙と正式な証明書を受け取った。マティルダの「世界最高齢の鶏」の称号は、ギネス世界記録のデータバンクには記録されているが、ギネス世界記録の書籍やウェブサイトには掲載されていない。

### ザ・トゥナイト・ショー
世界記録の称号を受けた後の2004年9月9日、マティルダと飼い主はNBCのトーク番組『ザ・トゥナイト・ショー』にゲストとして出演した。司会はジェイ・レノで、その回には他にアメリカンフットボール選手のテリー・ブラッドショー、ジム・ブラウン、ハウィー・ロングが出演していた。ステージ慣れしているマティルダは、観客を前にしても終始リラックスしており、机の上を歩き回ったり、餌をついばんだり、お気に入りのおもちゃで遊んだりしたほか、クジャクを象ったNBCのロゴの真似をしたりしていた。

### 慈善大使として
『ザ・トゥナイト・ショー』出演後は、その知名度を生かして様々な慈善イベントに出演するようになった。
- セント・マーチンズ・イン・ザ・パインズで開かれた動物の祝福（2004年10月3日[9]、2005年10月2日）
- アラバマ動物基金によるテイルズ・アンド・アート・ベネフィット（2004年10月17日[10]）
- TEARSによるウェットノーズボール（緊急動物救護サービス）（2005年5月14日[11]）
- ハンド・イン・パウのピカソ・ペット（2005年8月28日[12]）

バーミングハム都市圏動物愛護協会は、2005年9月22日、他の生き物（人間を含む）に対する奉仕をした動物を表彰するオリビア・ベアデン賞をマティルダに授与した。授与式では、マティルダはキースとドナのマジックによって現れ、キースが受け取った盾の上に座っていた。

### 死去
マティルダは年齢的な健康問題のため、2005年10月17日に芸能界を引退し、2006年2月11日に16歳で亡くなった。世界最高齢の鶏の称号を得てから、1年9か月15日後のことだった。
マティルダの埋葬地は未だに決まっていない。キースとドナは、アラバマ州内の名誉ある場所に埋葬されることを希望しているが、見つかっていない。ニューヨーク州ハーツデールのハーツデールペット墓地が検討されている。マティルダの遺体は冷凍保存されている。

### 死後の栄誉
2006年8月5日、アメリカ南西部奇術協会とインターナショナル・ブラザーフッド・オブ・マジシャンズの支部であるリング35は、マティルダのマジック業界への功績を讃えて、「ブロークン・パーチ・セレモニー」（折れた止まり木の儀式）を開催した。
これは、1926年にハリー・フーディーニが死去した際の儀式に倣ってマジシャンの死に際して行われる「ブロークン・ワンド・セレモニー」（折れた魔杖の儀式）に準じて行われたものである。マジックで使用される動物に対して、その栄誉を讃えてこのような儀式が行われたのは、史上初のことだった。式典ではリング35のボブ・サンダース会長が司会を務め、バーミングハム都市圏動物愛護協会のエグゼクティブ・ディレクターであるジャック・メイヤーが弔辞を述べた。また、キースとドナにはアラバマ州知事ボブ・ライリーによる表彰状が贈られた。
アラバマ州獣医師会は、2006年9月9日、マティルダを「アラバマ州動物の殿堂」に殿堂入りさせた。